# Мария из предместья
Мария из предместья (исп. María la del barrio) — мексиканская 184-серийная теленовелла 1995 года производства Televisa. Последний телесериал Валентина Пимштейна в качестве продюсера, а также последний телесериал трилогии о Марии (первая экранизация — Мария Мерседес, затем — Маримар). Является адаптацией телесериала Богатые тоже плачут с Вероникой Кастро и Рохелио Герра в главных ролях.

## Сюжет
Мария Эрнандес — скромная молодая девушка, которая не получила образования живёт со своей крёстной на окраине Мехико и работает на свалке на переработке вторсырья. В возрасте 15 лет её крёстная умирает, и тогда по совету отца она устраивается на работу горничной в особняк богача Фернандо и приветствует её как члена семьи, но его супруга Виктория и их горничная Карлота презирают её.

## Создатели телесериала

### В ролях
- Талия — Мария Эрнандес.
- Фернандо Колунга — Луис Эрнандес де ла Вега.
- Иран Йори — Виктория де ла Вега.
- Рикардо Блюме — Дон Фернандо де ла Вега.
- Итати Кантораль — Сорайя Монтенегро.
- Кармен Салинас — Агрипина Перес.
- Эктор Соберон — Владимир де ла Вега.
- Ана Патрисия Рохо — Пенелопа Линарес.
- Рене Муньос — Веракрус.
- Эмилия Карранса — Раймунда Роблес.
- Роберто Бландон — Хосе Мария Кано «Папасито».

## Награды и премии

### TVyNovelasпо итогам 1996 года
Телесериал был номинирован 6 раз, из которых победили 4 номинации:
- Лучшей злодейкой признана Итати Кантораль.
- Лучшими молодыми актёрами признаны Освальдо Бонавидес и Людвика Палета.
- Анхельи Несма Медина получила премию за лучший телесериал.